# Rajon Rachiw
Der Rajon Rachiw (ukrainisch Рахівський район/Rachiwskyj rajon; russisch Раховский район/Rachowski rajon) ist eine Verwaltungseinheit im äußersten Westen der Ukraine und gehört zur Oblast Transkarpatien.

Flagge des Rajon Rachiw

## Geographie
Der Rajon liegt im Osten der Oblast Transkarpatien, er grenzt im Norden an den Rajon Nadwirna (in der Oblast Iwano-Frankiwsk), im Osten an den Rajon Werchowyna (Oblast Iwano-Frankiwsk), im Süden an Rumänien sowie im Westen an den Rajon Tjatschiw.
Er liegt in den Waldkarpaten, ist stark bewaldet und wird von mehreren Flüssen durchzogen, die alle im Süden in die Theiß münden.

## Geschichte
Die Verwaltungseinheit wurde am 22. Januar 1946 als Okrug Rachow errichtet, 1953 wurde der Okrug dann in den heutigen Rajon Rachiw umgewandelt.
Am 17. Juli 2020 wurde der Rajon aufgelöst und in fast gleichen Grenzen wiedererrichtet (die 3 Orte Bila Zerkwa, Dobrik und Serednje Wodjane wurden ein Teil des Rajons Tjatschiw).

## Administrative Gliederung
Auf kommunaler Ebene ist der Rajon in 4 Hromadas (1 Stadtgemeinde, 2 Siedlungsgemeinden und 1 Landgemeinde) unterteilt, denen jeweils einzelne Ortschaften untergeordnet sind.
Zum Verwaltungsgebiet gehören:
- 1 Stadt
- 3 Siedlungen städtischen Typs
- 25 Dörfer

Die Hromadas sind im Einzelnen:
- Stadtgemeinde Rachiw
- Siedlungsgemeinde Jassinja
- Siedlungsgemeinde Welykyj Bytschkiw
- Landgemeinde Bohdan

Zuvor waren es 1 Stadtratsgemeinde, 3 Siedlungsratsgemeinden und 17 Landratsgemeinden, denen jeweils einzelne Ortschaften untergeordnet waren.
Zum Verwaltungsgebiet gehören:
- 1 Stadt
- 3 Siedlungen städtischen Typs
- 28 Dörfer

### Stadt
| Name                     | Name       | Name           | Name       | Name      | Name    |
| ukrainisch transkribiert | ukrainisch | russisch       | slowakisch | ungarisch | deutsch |
| ------------------------ | ---------- | -------------- | ---------- | --------- | ------- |
| Rachiw                   | Рахів      | Рахов (Rachow) | Rachov     | Rahó      | -       |

### Siedlung städtischen Typs
| Name                     | Name              | Name                                    | Name                                                 | Name                          | Name          |
| ukrainisch transkribiert | ukrainisch        | russisch                                | slowakisch                                           | ungarisch                     | deutsch       |
| ------------------------ | ----------------- | --------------------------------------- | ---------------------------------------------------- | ----------------------------- | ------------- |
| Kobylezka Poljana        | Кобилецька Поляна | Кобылецкая Поляна (Kobylezkaja Poljana) | Kobylecká Poľana, Kabolecká Poljana, Poľana Kobilská | Gyertyánliget, Kabola Polyána | -             |
| Jassinja                 | Ясіня             | Ясиня                                   | Jasiňa, Jasyna, Jasině                               | Kőrösmező                     | -             |
| Welykyj Bytschkiw        | Великий Бичків    | Великий Бычков (Weliki Bytschkow)       | Veľký Bočkov                                         | Nagybocskó                    | Groß Botschko |

### Dörfer
| Name                     | Name             | Name                                   | Name                            | Name                                 | Name                         | Gemeindezuordnung (bis 2020) |
| ukrainisch transkribiert | ukrainisch       | russisch                               | slowakisch                      | ungarisch                            | deutsch                      | Gemeindezuordnung (bis 2020) |
| ------------------------ | ---------------- | -------------------------------------- | ------------------------------- | ------------------------------------ | ---------------------------- | ---------------------------- |
| Bila Zerkwa              | Біла Церква      | Белая Церковь (Belaja Zerkow)          | Bilá Cerkev, Bilá Cirkev        | Tiszafejéregyháza, Tiszafejéregyház  | Weisskirchen                 | Bila Zerkwa                  |
| Bilyn                    | Білин            | Билин (Bilin)                          | Bilina, Belín                   | Bilin                                | -                            | Bilyn                        |
| Bohdan                   | Богдан           | Богдан (Bogdan)                        | Bohdan, Bila Tisa               | Tiszabogdány                         | Bochdann an der Weißen Theiß | Bohdan                       |
| Breboja                  | Бребоя           | Бребоя                                 | Preboja, Breboja                | Bértelek                             | -                            | Bohdan                       |
| Chmeliw                  | Хмелів           | Хмелев                                 | Chmelli                         | Komlós                               | -                            | Dilowe                       |
| Dilowe                   | Ділове           | Деловое (Delowoje)                     | Trebušany                       | Terebesfejérpatak, Trebusafejérpatak | -                            | Dilowe                       |
| Dobrik                   | Добрік           | Добрик                                 | Dobrik                          | Dobrikdülő                           | -                            | Serednje Wodjane             |
| Howerla                  | Говерла          | Говерла (Gowerla)                      | Hoverla                         | Hoverla                              | -                            | Luhy                         |
| Kossiwska Poljana        | Косівська Поляна | Косовская Поляна (Kossowskaja Poljana) | Kosovská Poľana                 | Kaszómező, Kaszópolyána              | -                            | Kossiwska Poljana            |
| Kostyliwka               | Костилівка       | Костылевка (Kostylewka)                | Berlebaš                        | Barnabás                             | -                            | Kostyliwka                   |
| Kruhlyj                  | Круглий          | Круглый (Kruglyj)                      | Kruhlý, Kruhlí                  | Körtelep                             | -                            | Dilowe                       |
| Kwassy                   | Кваси            | Квасы                                  | Kvasy                           | Tiszaborkút                          | -                            | Kwassy                       |
| Laseschtschyna           | Лазещина         | Лазещина (Laseschtschina)              | Lazeština, Lazešcina            | Mezőhát                              | -                            | Laseschtschyna               |
| Luh                      | Луг              | Луг (Lug)                              | Luh                             | Tiszalonka                           | -                            | Luh                          |
| Luhy                     | Луги             | Луги (Lugi)                            | Luhy                            | Láposmező                            | -                            | Luhy                         |
| Plajuz                   | Плаюць           | Плаюц                                  | Plajuk                          | Plajuc                               | -                            | Wodyzja                      |
| Rostoky                  | Розтоки          | Розтоки (Rostoki)                      | Rostoky, Rostoka                | Nyilas                               | -                            | Rostoky                      |
| Rossischka               | Росішка          | Росошка (Rossoschka)                   | Rozsoška, Rosuška               | Rászócska, Roszucska                 | -                            | Rossischka                   |
| Serednje Wodjane         | Середнє Водяне   | Среднее Водяное (Sredneje Wodjanoje)   | Stredná Apša                    | Középapsa                            | -                            | Serednje Wodjane             |
| Sitnyj                   | Сітний           | Ситный                                 | Sitný                           | Szitni                               | -                            | Kwassy                       |
| Stebnyj                  | Стебний          | Стебный                                | Stebna, Stebný                  | Dombhát                              | -                            | Jassinja                     |
| Strymba                  | Стримба          | Стрымба                                | Strimba                         | Almáspatak                           | -                            | Werchnje Wodjane             |
| Trostjanez               | Тростянець       | Тростянец                              | Trsťenec, Trosťanec             | Trosztyenec                          | -                            | Kwassy                       |
| Tschorna Tyssa           | Чорна Тиса       | Черная Тиса (Tschernaja Tissa)         | Černá Tisa, Čorna Tisa, Mohelki | Feketetisza                          | -                            | Tschorna Tyssa               |
| Werchnje Wodjane         | Верхнє Водяне    | Верхнее Водяное (Werchneje Wodjanoje)  | Vyšná Apša                      | Felsőapsa                            | -                            | Werchnje Wodjane             |
| Wilchowatyj              | Вільховатий      | Ольховатый (Olchowatyj)                | Vilchovatý, Vilchovetý          | Kiscserjés                           | -                            | Kostyliwka                   |
| Wodyzja                  | Водиця           | Водица (Wodiza)                        | Apšice, Apšica                  | Kisapsa                              | -                            | Wodyzja                      |
| Wydrytschka              | Видричка         | Выдричка (Wydritschka)                 | Vydryčka                        | Vidráspatak                          | -                            | Wydrytschka                  |